# Ralph Craig
Ralph Cook Craig (Detroit, 21 de junho de 1889 – Lake George, 21 de julho de 1972) foi um velocista e campeão olímpico norte-americano.
Inicialmente um barreirista, transformou-se em velocista enquanto cursava a Universidade de Michigan. Em 1910 e 1911 venceu a prova das 220 jardas do campeonato da Associação Intercolegial dos Atletas Amadores da América, igualando o recorde mundial da distância nas duas vezes. Classificou-se na seletiva americana para integrar a equipe olímpica e viajou para a Suécia para participar dos Jogos de Estocolmo 1912.
Em Estocolmo, conseguiu classificação para a final dos 100 m, a primeira prova que disputou, onde enfrentaria o favorito, seu compatriota Donald Lippincott, então recordista olímpico com a marca de 10s6 que havia conseguido nas eliminatórias. Dos seis finalistas, cinco eram norte-americanos. Depois de nada menos que sete largadas falsas, em que ele chegou a correr todos os 100 m numa largada falsa,  Craig venceu a prova com 10s8, enquanto Lippincott ficou apenas com o bronze.
Dias depois participou dos 200 m rasos, onde travou outra batalha com Lippincott, tornando-se também campeão olímpico desta prova, deixando o companheiro com a prata. Ele não fez parte do revezamento 4x100 m americano, que foi desclassificado na prova e não recebeu medalhas. Imediatamente após os Jogos ele abandonou o atletismo.
Craig voltou aos Jogos Olímpicos em Londres 1948, como substituto na equipe americana de vela. Apesar de acabar não participando de nenhuma regata, foi ele que carregou a bandeira do país na Paradas das Nações, na entrada oficial da equipe dos Estados Unidos no estádio olímpico durante a cerimônia de abertura dos Jogos.
Em 2010, 38 anos após sua morte, ele foi oficialmente introduzido no National Track and Field Hall of Fame.